# Köçvəlili
Köçvəlili è un comune dell'Azerbaigian situato nel distretto di Ağstafa. Conta una popolazione di 2 792 abitanti.